# Pseudathyma sibyllina
Pseudathyma sibyllina är en fjärilsart som beskrevs av Otto Staudinger 1891. Pseudathyma sibyllina ingår i släktet Pseudathyma och familjen praktfjärilar. Inga underarter finns listade i Catalogue of Life.

## Bildgalleri

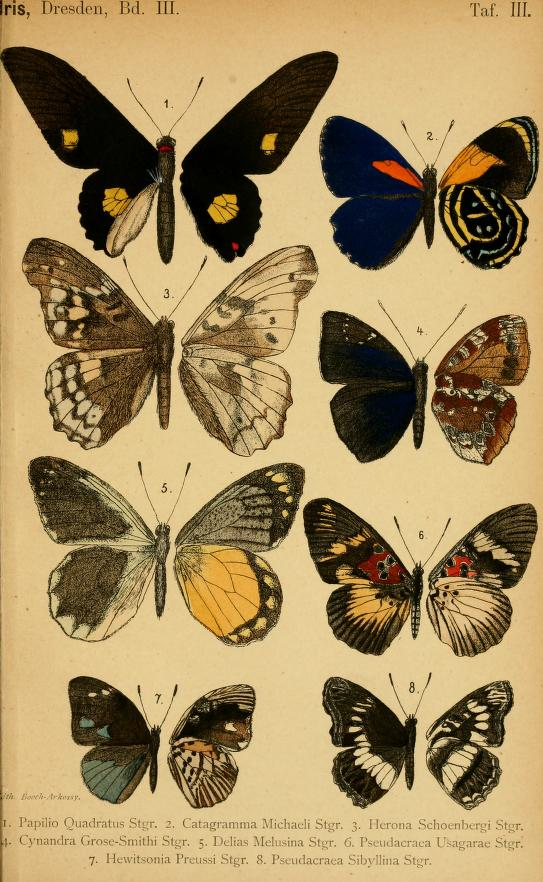